# Lena Carlsson (fotograf)
Lena Margareta Carlsson, född den 29 maj 1943 i Göteborg, död den 14 juni 2003, var en textillärare, amatörfotograf och fotohistoriker.
1971 började Carlsson fotografera stadsmiljöer och bebyggelse i Göteborg. Med åren kom hon särskilt intressera sig för att fotografiskt dokumentera de stadsdelar som var på väg att rivas och byggas om, såsom Annedal och Haga.
I mars 1974 påträffades en omfattande samling äldre fotografiska negativ på vinden till ett hus på Bangatan 13 i Majorna i Göteborg. Carlsson kom att ta om hand och arbeta med bilderna som var tagna av hennes morfar tapethandlaren Axel Leonard Svensson från 1898 till cirka 1925. I boken Tapethandlare Svenssons Göteborg (1976) presenterade hon morfaderns bästa bilder av stadsmiljöer tillsammans med korta texter om sekelskiftets Göteborg. I uppföljaren Textillärare Carlssons Göteborg (1989) jämförde hon hans bilder med egna som hon tagit under 1970- och 1980-talen. För den senare boken tilldelades hon utmärkelsen Wettergrens bokollon 1989.
Lena Carlsson hade ett stort intresse för hembygden, framförallt stadsdelarna kring Linnégatan i Göteborg. Hon var länge engagerad i föreningen Vi i kommendantsängen.
Lena Carlssons bildarkiv, som innehåller fotografiska negativ från henne själv, morfadern Axel Leonard Svensson samt morbrodern Arne Bertil Svensson förvaras av Riksarkivet i Göteborg. Delar av bildmaterialet presenterades i utställningen Axel och Arne Svensson: två generationer göteborgsbilder 1898–1960 på Riksarkivet i Göteborg under hösten 2023.